# Esiliiga B 2018
L'Esiliiga B 2018 è stata la 6ª edizione della terza divisione del campionato di calcio estone. Il campionato si è disputato tra il 3 marzo e l'11 novembre 2018 ed è stato vinto dal TJK Legion per la prima volta nella sua storia.

## Stagione

### Novità
Nessuna squadra è retrocessa dall'Esiliiga 2017, dato che l'Elva e il Welco Tartu sono state ripescate per colmare i posti vacanti in seconda serie. Dalla II Liiga sono stati promossi il Nõmme United e il TJK Legion, poi sono stati ammessi anche Ajax Lasnamäe, Helios Võru, Pärnu JK e Flora Tallinn Under-19. Tutte queste squadre sostituiscono tre neopromosse in Esiliiga (Kalju Nõmme Under-21, Kalev Tallinn Under-21 e Keila), due retrocesse in II Liiga (Viimsi, Joker Raasiku) e una retrocessa e non iscritta ai campionati (Kalev Sillamäe Under-21).

### Formula
Le 10 squadre partecipanti si affrontano in un doppio girone di andata e ritorno, per un totale di 36 giornate. Le prime due squadre in classifica vengono promosse in Esiliiga, mentre la terza disputa uno spareggio contro la penultima dell'Esiliiga. Sono escluse dalla possibilità di promozione le formazioni Under-21 che hanno la prima squadra nella serie superiore. Le ultime due classificate retrocedono direttamente in II Liiga, mentre l'ottava classificata disputa uno spareggio contro la vincente dei play-off di II Liiga.

### Avvenimenti
Il TJK Legion ha vinto il campionato con sette giornate di anticipo rispetto alla fine della stagione; lo stesso aveva già conquistato la matematica promozione in Esiliiga con ben dieci giornate di anticipo.

## Squadre partecipanti
| Club               | Città        | Stadio                      | Posizione 2017                                       |
| ------------------ | ------------ | --------------------------- | ---------------------------------------------------- |
| Ajax Lasnamäe      | Tallinn      | Ajax Staadion               | 5º posto nel girone Nord/Est di II Liiga, ripescato  |
| Flora Tallinn U19  | Tallinn      | Sportland Arena             | 7º posto nel girone Sud/Ovest di II Liiga, ripescato |
| Helios Võru        | Võru         | Võru Spordikeskuse Staadion | 3º posto nel girone Nord/Est di II Liiga, ripescato  |
| Järve Kohtla-Järve | Kohtla-Järve | K-J Spordikeskuse Staadion  | 5º posto in Esiliiga B                               |
| Nõmme United       | Tallinn      | Männiku Staadion            | 1º posto nel girone Sud/Ovest di II Liiga            |
| Paide U21          | Paide        | Paide Linnastaadion         | 9º posto in Esiliiga B, ripescato                    |
| Pärnu JK           | Pärnu        | Raeküla Staadion            | 2º posto nel girone Sud/Ovest di II Liiga            |
| Tammeka Tartu U21  | Tartu        | Sepa Staadion               | 6º posto in Esiliiga B                               |
| TJK Legion         | Tallinn      | Wismari Staadion            | 1º posto nel girone Nord/Est di II Liiga             |
| Vaprus Vändra      | Vändra       | Vändra Staadion             | 3º posto in Esiliiga B, rinuncia al ripescaggio      |

## Classifica finale
|  | Pos. | Squadra             | Pt | G  | V  | N | P  | GF  | GS  | DR   |
|  | ---- | ------------------- | -- | -- | -- | - | -- | --- | --- | ---- |
|  | 1.   | TJK Legion          | 98 | 36 | 32 | 2 | 2  | 125 | 30  | +95  |
|  | 2.   | Tammeka Tartu U21   | 72 | 36 | 22 | 6 | 8  | 108 | 40  | +68  |
|  | 3.   | Järve Kohtla-Järve  | 69 | 36 | 21 | 6 | 9  | 80  | 39  | +41  |
|  | 4.   | Pärnu JK            | 61 | 36 | 18 | 7 | 11 | 80  | 51  | +29  |
|  | 5.   | Nõmme United        | 60 | 36 | 17 | 9 | 10 | 99  | 57  | +42  |
|  | 6.   | Helios Võru         | 54 | 36 | 15 | 9 | 12 | 80  | 66  | +14  |
|  | 7.   | Vaprus Vändra       | 38 | 36 | 11 | 5 | 20 | 61  | 96  | -35  |
|  | 8.   | Paide U21           | 28 | 36 | 8  | 4 | 24 | 45  | 94  | -49  |
|  | 9.   | Ajax Lasnamäe       | 16 | 36 | 4  | 4 | 28 | 35  | 135 | -100 |
|  | 10.  | Flora Tallinn U19 * | 16 | 36 | 4  | 4 | 28 | 33  | 138 | -105 |

Legenda:

      Promossa in Esiliiga 2019

 Ammessa agli spareggi promozione o retrocessione

      Retrocessa in II Liiga 2019
(*) squadra ineleggibile per la promozione.
Note:

Tre punti a vittoria, uno a pareggio, zero a sconfitta.
La classifica viene stilata secondo i seguenti criteri:
- Punti conquistati
- play-off (solo per decidere la squadra campione)
- Meno partite perse a tavolino
- Partite vinte
- Punti conquistati negli scontri diretti
- Differenza reti negli scontri diretti
- Differenza reti generale
- Reti totali realizzate
- Fair-play ranking

## Spareggi

### Play-off
|                    | Risultati |                    | Luogo e data                   |
| ------------------ | --------- | ------------------ | ------------------------------ |
| Järve Kohtla-Järve | 3 - 1     | Keila              | Kohtla-Järve, 17 novembre 2018 |
| Keila              | 1 - 0     | Järve Kohtla-Järve | Keila, 24 novembre 2018        |
|                    |           |                    |                                |

### Play-out
|               | Risultati |               | Luogo e data               |
| ------------- | --------- | ------------- | -------------------------- |
| Tabasalu      | 3 - 0     | Ajax Lasnamäe | Tabasalu, 17 novembre 2018 |
| Ajax Lasnamäe | 1 - 4     | Tabasalu      | Tallinn, 24 novembre 2018  |
|               |           |               |                            |